# Drunken Sailor
Drunken sailor (с англ. — «Пьяный моряк»), также «What Shall We Do with a Drunken Sailor?» (с англ. — «Что нам делать с пьяным моряком?») — английская народная песня XIX века в жанре шанти. Песня занимает 322 место в Индексе народных песен Роуда. Используется также как саундтрек в мультсериале «Губка Боб Квадратные Штаны».

## Происхождение
Первая версия песни была найдена в 1839 году на китобойном судне, плывущем из Нью-Лондона.
Песня написана на ирландскую народную танцевальную и маршевую мелодию «Óró Sé do Bheatha 'Bhaile'» (англ. Óró, you are welcome home), изначально созданную в дорийском ладу. Данная мелодия, возможно, послужила основой и для других песен, например «Ten Little Injuns». Текст песни был впервые опубликован в 1891 году под заголовком «Что сделать с пьяным моряком?».

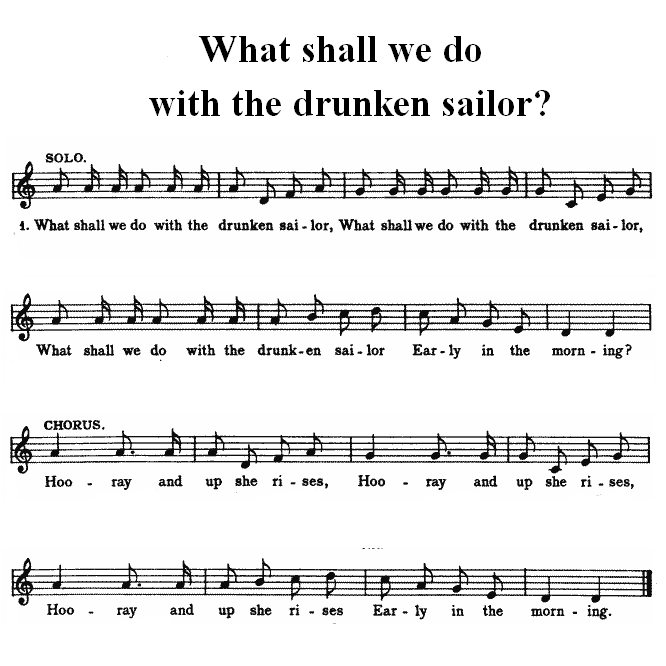
Первая версия песни

## Текст песни
Вступление:
What will we do with a drunken sailor,
What will we do with a drunken sailor,
What will we do with a drunken sailor,
Early in the morning?
Припев:
Way hay and up she rises
Way hay and up she rises
Way hay and up she rises
Early in the morning
Завершающий припев:
That’s what we do with a drunken Sailor,
That’s what we do with a drunken Sailor,
That’s what we do with a drunken Sailor,
Early in the morning
Традиционный текст:
1. Shave his belly with a rusty razor, (x3)
2. Put him in the long boat till he’s sober, (x3)
3. Put him in the scuppers with a hawse pipe on him.(x3)
4. Put him in bed with the captain’s daughter.(x3)
Структура песни: песня начинается вступлением, затем идет припев, затем идет по следующей структуре:
Куплет 1 (x3),Early in the morning?, припев,
Куплет 2 (x3),Early in the morning?, припев,
Куплет 3 (x3),Early in the morning?, припев,
Куплет 4 (x3),Early in the morning?, припев
Завершающий припев
Thats what we do with a drunken sailor
Другие варианты куплетов:
5. Beat him with a cat 'til his back is bleedin'
6. Put him in the bilge and make him drink it
7. Truss him up with a runnin' bowline.
8. Give 'im a dose of salt and water.
9. Stick on 'is back a mustard plaster.
10. Send him up the crow’s nest till he falls down,
11. Tie him to the taffrail when she’s yardarm under,
12. Soak 'im in oil 'til he sprouts a flipper.
13. Put him in the guard room 'til he’s sober.
14. That’s what we’ll do with the drunken sailor.
15. Shave his balls with a rusty razor.
16. Make him the skipper of an Exxon tanker.
17. Give 'im the hair of the dog that bit him.

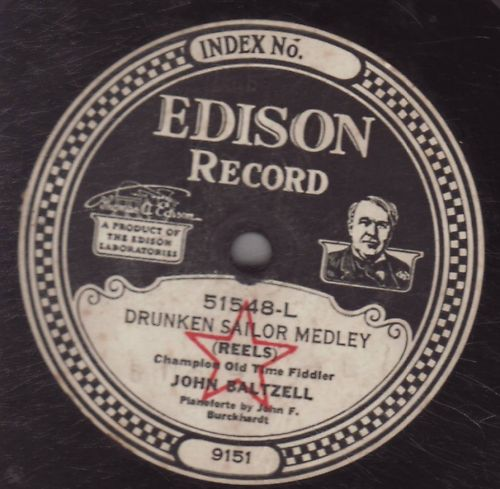
Пластинка Drunken Sailor Medley в исполнении Джона Болтцелла

Варианты:
1+. Keep him there and make 'im bale 'er.
2a. Pull out the plug and wet him all over,
3a. Shave his back with a rusty razor.
4a. Give 'im a taste of the bosun’s rope-end.
6a. Heave 'im by the leg with a runnin' bowline.
Вариант припева:
Hoo-ray and up she rises,
Hoo-ray and up she rises,
Hoo-ray and up she rises,
Early in the morning.

## Кавер-версии
Песня была перепета :
британской группой King's Singers,
Питом Сигером,
канадской группой The Irish Rovers.
Группой The Idlers,
The Yale Alley Cats.
Песня была записана российской фолк-панк-группой Garlic Kings, под названием «Мёртвая шлюха»
Версия песни, исполненная Сэмом Спенсом под изменённым названием «Up She Rises», использовалась в фильмах компании NFL Films,
а бельгийский певец Ферре Григнард сделал кавер-версию этой версии в 1966 году.
Кавер-версия в исполнении шведской панк-группы Avskum  под  названием «What Shall We Do» вышла в 1982 году.
Кавер-версия Dschinghis Khan вошла в трек-лист альбома Wir Sitzen Alle Im Selben Boot 1981 года.
Группа Authority Zero исполнила  русский кавер под названием  «Что нам делать с пьяным матросом?» для альбома «12-34».
В 2010 году испанская группа Celtas cortos выпустила альбом Introversiones, включив в него свою версию этой песни под названием El marinero borracho.
Немецкая группа  COPILOT для промо-ролика видеоигры Dishonored: в этой версии «пьяного матроса» заменила на «пьяного китобоя» (англ. The Drunken Whaler), что имеет смысл в контексте мира игры, где киты и китобойный промысел играют важную роль. В самой игре мотив песни насвистывают главные герои.
Исполнение  в  видеоигре Assassin's Creed IV: Black Flag, является анахронизмом, так как действие игры происходит в начале XVIII века.
В компьютерной игре What remains of Edith Finch  исполняется пьяным моряком, сидящим за столом на корабле.
В мультсериале «Губка Боб Квадратные Штаны» с первого по девятый сезоны была использована версия Николаса Карра.

### Произношение слова «early»
Современные исполнители произносят слово «early» (с англ. — «рано») как «earl-aye», однако в источниках XIX — начала XX века о таком произношении нет никаких упоминаний.
Возможно, такое произношение было выбрано исполнителем для поддержания специфического ритма песни, исполнявшейся при вытягивании якорных цепей.